# نوح فطار
نوح فطار (بالفرنسية: Noah Fatar)‏ لاعب كرة قدم مغربي فرنسي يلعب مع نادي أنجيه في الدوري الفرنسي.

## مسيرته الكروية
1. ↑  "Censo Electoral Transitorio Futbolistas mayores de 18 años" [Census of over-18 footballers]. redacaoemcampo. مؤرشف من الأصل في 2021-08-19. اطلع عليه بتاريخ 2021-08-18.
2. 1 2  "Noah Fatar". Transfermarkt. مؤرشف من الأصل في 2021-04-28. اطلع عليه بتاريخ 2021-08-18.